# Pirokatechin
A pirokatechin egy szerves vegyület, egy kétértékű fenol. A két hidroxilcsoport egymáshoz képest orto-helyzetben (szomszédos helyzetben) található benne. A két izomerje a rezorcin (a hidroxilcsoportok meta-helyzetűek) és a hidrokinon (a hidroxilcsoportok para-helyzetűek). Színtelen, kristályos vegyület. Jól oldódik vízben, alkoholban, éterben és kloroformban.

## Története
A pirokatechint H. Reinsch fedezte fel a katechin (az Acacia catechu gyantája) desztillációs termékeként. A neve is innen ered.

## Kémiai tulajdonságai
A pirokatechin reakcióképes vegyület. Oxidációra hajlamos, emiatt erős redukálószer. Kristályai már levegőn is oxidálódnak, emiatt megbarnulnak. Különösen a lúgos oldata oxidálódik könnyen. A vegyület oldata az ezüst-nitrát oldatát már szobahőmérsékleten redukálja, belőle fémezüstöt választ ki. A pirokatechin vizes oldata vas(III)-ionokkal zöld színreakciót ad, még nagy hígítás esetén is. Ólom(II)-acetát hatására színtelen csapadék, a vegyület ólom(II)-sója válik le. A vegyület lúgos oldata foszgén hatására gyűrűs szénsavészterré alakul, amit pirokatechin-karbonátnak neveznek.

## Előfordulása
Megtalálható a barnaszénkátrányban és a bükkfakátrányban. Számos egyszerűbb és bonyolultabb származéka megtalálható a természetben a növényvilágban. Fontos növényi pigmentek, a flavonoidok és az antociánok tartalmaznak a pirokatecinből levezethető csoportot (orto-dihidroxi-fenil-csoport). Ezekben a vegyületekben a hidroxilcsoportok gyakran éteresítve vannak. 
Az egyszerűbb pirokatechin-származékok illóolajok alkotórészei. Ilyenek például a gvajakol és az eugenol.

## Előállítása
A pirokatechin 2-klór-fenolból vagy o-benzol-diszulfonsavból állítható elő. Az utóbbi vegyületből nátrium-hidroxiddal való összeolvasztással nyerik.

## Felhasználása
A pirokatechint antioxidánsként és fertőtlenítőszerként használják. Emellett festékek, illatanyagok és gyógyszerek szintézisére használják. A szerves kémiai szintézisekben védőcsoportként használják a karbonilvegyületek megvédésére.